# Кызыл-Ата
Кызыл-Ата (кирг. Кызыл-Ата) — село в Ала-Букинском районе Джалал-Абадской области Кыргызстана. Входит в состав Ак-Тамского айылного аймака.

## География
Село расположено в юго-западной части области, на берегах реки Кызыл-Ата-Сай, на расстоянии приблизительно 3 километров (по прямой) к северо-востоку от села Ала-Бука, административного центра района. Абсолютная высота — 1302 метра над уровнем моря.

## Население
Согласно оценочным данным Национального статистического комитета Кыргызской Республики, численность населения села на начало 2023 года составляла 2863 человека.
| год     | 2009 | 2014 | 2015 | 2020 | 2021 | 2023 |
| ------- | ---- | ---- | ---- | ---- | ---- | ---- |
| человек | 2064 | 2313 | 2569 | 2768 | 2794 | 2863 |